# Білинський Мирон Львович
Миро́н Льво́вич Біли́нський (нар. 20 вересня (3 жовтня) 1904, Одеса — 30 квітня 1966, Москва, СРСР) — радянський український кінорежисер ігрового і науково-популярного кіно. Заслужений діяч мистецтв Молдавської РСР (1948). Член Спілки кінематографістів України (1957).

## Біографічні дані
1928 закінчив Державний технікум кінематографії в Одесі.
1928—1932 працював на Київській студії художніх фільмів.
1932—1942 працював на Одеській студії художніх фільмів.
Від 1944 — режисер Київської студії документальних фільмів.

## Нагороди та звання
- Нагороджено орденом Вітчизняної війни II ступеня та медалями.
- Заслужений діяч мистецтв Молдавської РСР (1948)

## Фільмографія
Художні фільми:
- «Капелюх» (1927, к/м)
- «Двоє» (1928, к/м, автор сценарію)
- «Трансбалт» (1930, автор сценарію у співавт.)
- «Генеральна репетиція» (1931)
- «Мокра пристань» (1932)
- «На заході зміни» (1932)
- «Страта» (1934)
- «Застава коло Чортового Броду» (1936)
- «Стара фортеця» (1937, за однойменною повістю В. Бєляєва)
- «Сімнадцятирічні» (1939)
- «Ескадра повертає на захід» (1965, спільно з М. Вінграновським; співавтор сценар. з О. Левадою).

Автор сценарію комедії «Одного чудового дня» (1955) — у співавторстві з М. Слуцьким і К. Мінцем.
Документальні фільми:
- «Донбас» (1946)
- «Новатори Донбасу» (1947)
- «Радянська Молдавія» (1948)
- «Шахтарі Донбасу» (1950)
- «Першотравень на Україні» (1953)
- «В одному колгоспі» (1955)
- «Пам'яті Івана Франка» (1956)
- «В селі Жовтневому» (1957)
- «Місто шахтарської слави» (1960)